# Rubring
Rubring ist eine Katastralgemeinde der Gemeinde Ernsthofen im Bezirk Amstetten in Niederösterreich.

## Geschichte
Laut Adressbuch von Österreich waren im Jahr 1938 in Rubring ein Gastwirt, zwei Gemischtwarenhändler, ein Landesproduktehändler, ein Trafikant und ein Landwirt mit Direktvertrieb ansässig.

## Siedlungsentwicklung
Zum Jahreswechsel 1979/1980 befanden sich in der Katastralgemeinde Rubring insgesamt 219 Bauflächen mit 55408 m² und 300 Gärten auf 411447 m² und auch 1989/1990 waren es 219 Bauflächen. 1999/2000 war die Zahl der Bauflächen auf 477 angewachsen und 2009/2010 waren es 638 Gebäude auf 1263 Bauflächen.

## Landwirtschaft
Die Katastralgemeinde ist landwirtschaftlich geprägt. 443 Hektar wurden zum Jahreswechsel 1979/1980 landwirtschaftlich genutzt und 108 Hektar waren forstwirtschaftlich geführte Waldflächen. 1999/2000 wurde auf 454 Hektar Landwirtschaft betrieben und 108 Hektar waren als forstwirtschaftlich genutzte Flächen ausgewiesen. Ende 2018 waren 399 Hektar als landwirtschaftliche Flächen genutzt und Forstwirtschaft wurde auf 106 Hektar betrieben. Die durchschnittliche Bodenklimazahl von Rubring beträgt 51,2 (Stand 2010).

## Persönlichkeiten
- Hans Gerstmayr (1882–1987), Graveur, Medailleur und Stahlschneider